# Remondis

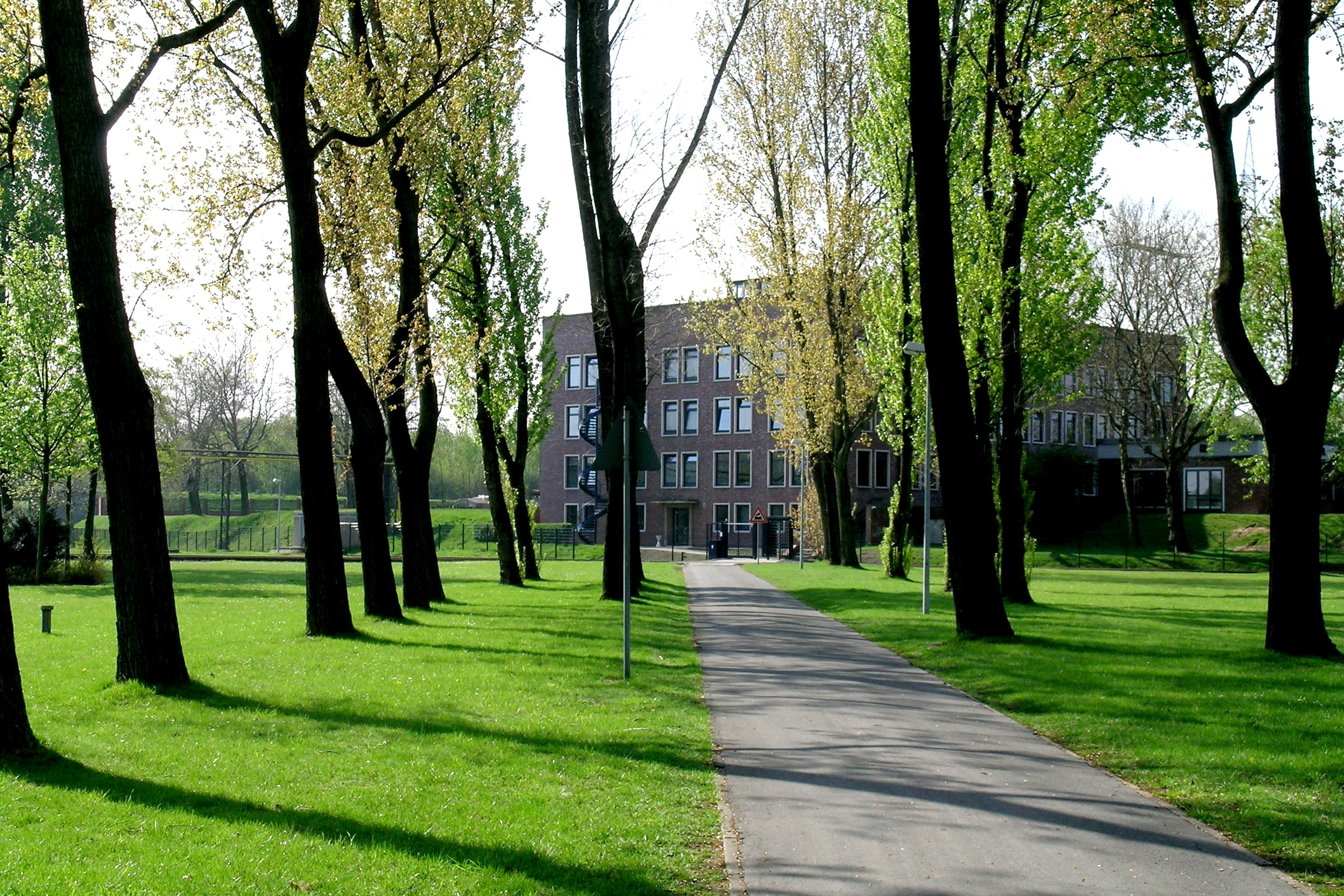
Remondis-Hauptverwaltung im Industriepark Lippewerk in Lünen

Die Remondis SE & Co. KG (Eigenschreibweise: REMONDIS) ist das größte deutsche Unternehmen für Recycling, Wasserwirtschaft sowie kommunale und industrielle Dienstleistungen mit Sitz in Lünen. Remondis befindet sich vollständig im Besitz der Rethmann-Gruppe.

## Beschreibung
Das Unternehmen erbringt Dienstleistungen für Kommunen, Industrie, Handel, Handwerk und Gewerbe. Remondis hat 30 Millionen Menschen als Kunden. Das Unternehmen sammelt und bereitet über 20 Millionen Tonnen Stoffströme auf und nimmt damit die führende Stellung im deutschen Markt ein. Mit der TSR Recycling erfasst das Unternehmen zudem 10 Millionen Tonnen Stoffströme im Bereich Schrotte und Nichteisenmetalle.
Die Remondis-Gruppe ist eines der weltweit größten privaten Dienstleistungsunternehmen im Bereich Wasser- und Recyclingwirtschaft und verfügt über Niederlassungen und Anteile an Unternehmen in mehr als 30 Ländern, darunter neben den Mitgliedstaaten der Europäischen Union auch in China, Indien, Taiwan und Australien.

## Geschichte

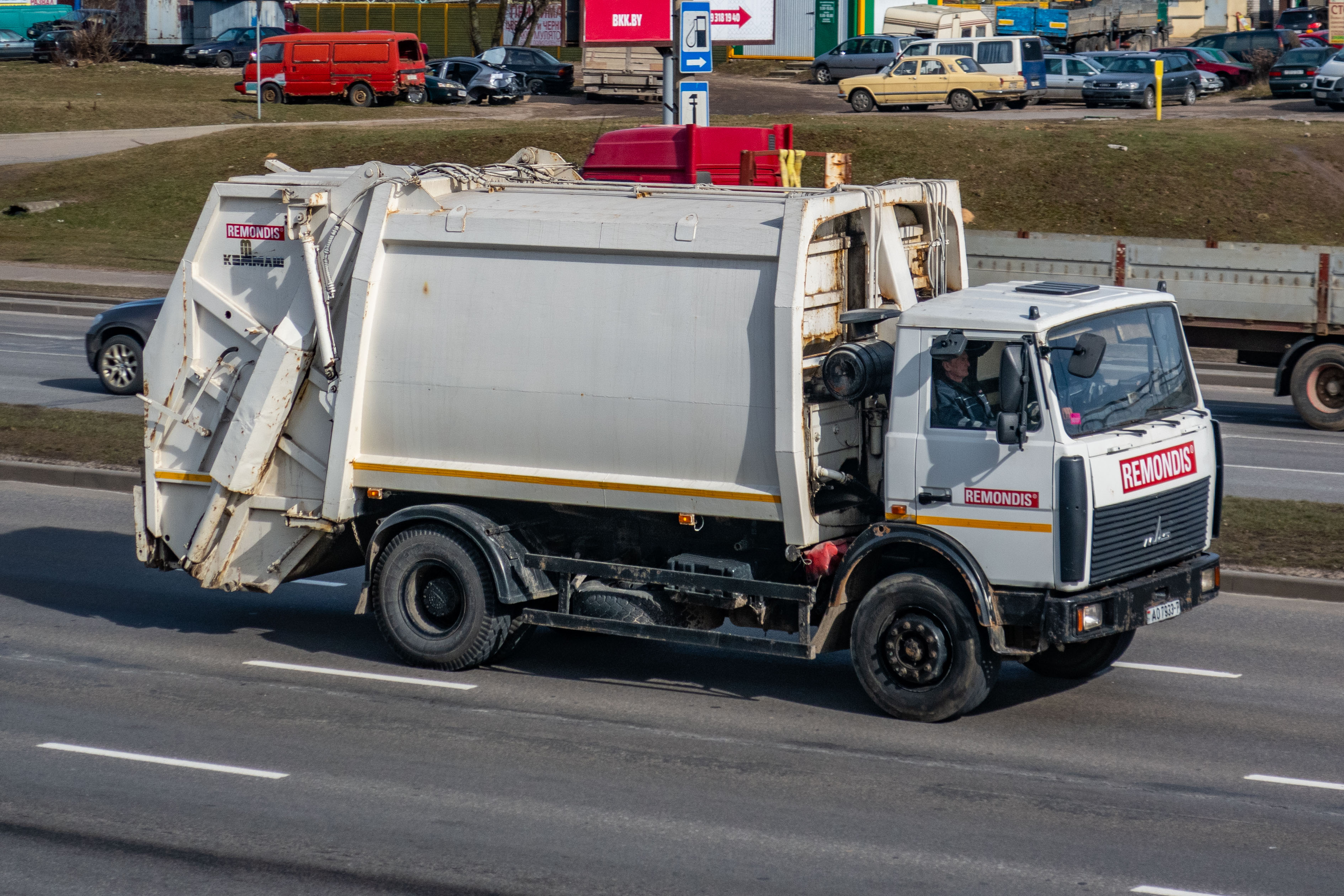
Müllwagen in Minsk, Belarus

Im September 2004 übernahm die 1934 gegründete Rethmann-Gruppe die RWE Umwelt von der RWE (die zuvor die Trienekens AG übernommen hatte), zu 100 %. Diese Transaktion wurde vom Bundeskartellamt im Februar 2005 mit Auflagen genehmigt. Diese besagten, dass ca. 30 % des Geschäftsvolumens der RWE Umwelt weiterverkauft werden musste. Nachfolgend wurden die beiden Unternehmen fusioniert, parallel wurde der Firmenname flächendeckend (unter Einbezug aller Beteiligungen) in Remondis geändert. Seit 2005 gehört REMEX Mineralstoff zu Remondis.
Im August 2006 übernahm die Remondis zu 60 % gemeinsam mit der Cronimet Holding (20 %) und der Alfa Acciai (20 %) TSR Recycling, die das europaweit führende Recyclingunternehmen für Stahlschrott und Nichteisenmetalle ist. 2007 expandierte Remondis auf dem Gebiet Entsorgung und Recycling in Osteuropa. In Polen ist Remondis Marktführer im Bereich der privatwirtschaftlichen Recyclingdienstleistungen. Im August 2007 gründete Remondis mit der Industriestadt Saporischschja und dem Unternehmen OLF, das größte Public-Private-Partnership (PPP) in der Ukraine.
Im Juli 2012 übernahm die australische Tochtergesellschaft Remondis Australia die Thiess Waste Management Services, einen Anbieter von Entsorgungs- und Recyclingdienstleistungen in Australien. Thiess Waste Management war ein Geschäftsbereich der 1987 gegründeten Thiess Services, einer Tochtergesellschaft der Leighton Holdings. Thiess Waste Management firmiert heute (2014) unter Remondis Australia und betreibt Umschlagstationen, Recycling- und Abfallbehandlungsanlagen sowie Deponien in Queensland, New South Wales und Victoria. Zum Zeitpunkt der Übernahme erwirtschaftete Thiess Waste Management einen Umsatz von 230 Mio. AUD mit etwa 600 Beschäftigten.
Im Jahr 2014 wechselte Remondis die gesellschaftliche Rechtsform von „AG & Co. KG“ in „SE & Co. KG“.
Der Initiative zur Privatisierung der Abfallentsorgung in Deutschland seit den 1980er Jahren steht eine seit Beginn der 2010er-Jahre einsetzende Tendenz zur Rekommunalisierung entgegen. Dieser Trend wird von den verschiedenen kommunalen und privaten Marktteilnehmern unterschiedlich bewertet. Remondis setzt sich als größtes privatwirtschaftliches Recyclingunternehmen in Deutschland gemeinsam mit dem Bundesverband der Deutschen Entsorgungs-, Wasser- und Rohstoffwirtschaft e. V. (BDE) für Wettbewerb zwischen Kommunen und Privaten zu – aus Unternehmerperspektive – gleichen Bedingungen ein. Das Unternehmen betreibt in Europa im Rahmen von Öffentlich-Privaten Partnerschaften mit rund 100 Kommunen gemeinsame Beteiligungsgesellschaften.
Im September 2018 teilte Remondis die Übernahme des Dualen Systems Deutschland (Der Grüne Punkt) mit. Das Bundeskartellamt teilte im April 2019 mit, dass es das Fusionsvorhaben kritisch sehe. Im Juli 2019 wurde die Fusion vom Bundeskartellamt untersagt.